# Aldeia das Dez
Aldeia das Dez ist eine Gemeinde (Freguesia) im portugiesischen Kreis (Concelho) von Oliveira do Hospital. In ihr leben 474 Einwohner (Stand 19. April 2021).

## Geografie
Aldeia dos Dez liegt auf etwa 500 Metern Höhe in der Serra do Açor (dt.: Habichts-Gebirge), einem Vorgebirge der Serra da Estrela. Es ist 25 km von der nördlich gelegenen Kreisstadt Oliveira do Hospital, und etwa 65 km von der westlich gelegenen Distrikthauptstadt Coimbra entfernt.

## Geschichte
Ausgegrabene Überreste einer Wallburg (port.: castro) belegen eine keltiberische Besiedlung bereits vor Ankunft der Römer hier.
1543 wurde die Gemeinde von Aldeia das Dez geschaffen, zu der auch Piódão gehörte (heute eine der historischen Aldeias Históricas de Portugal). 1594 wurde die Gemeinde wieder aufgelöst und Avô zugeordnet. Im Jahr 1603 (andere Angaben 1602) erlangte die Gemeinde ihren bis heute bestehenden, eigenständigen Gemeindestatus zurück.
Bis zur Eröffnung der Kreisstraße im Jahr 1899 blieb der Ort weitgehend isoliert.

## Kultur, Sport und Sehenswürdigkeiten
Der Ort weist eine Reihe von regional typischen Schieferbauten auf und ist eines der historischen Schieferdörfer, den Aldeias do Xisto. Von einem oberhalb des Dorfes angelegten Miradouro hat man einen weiten Blick über Ort und Landschaft, und eine Azulejo-Tafel gibt Auskunft über die Lage der Sehenswürdigkeiten. Wanderwege führen am Dorf entlang und in die nahezu unberührt wirkende Natur des Umlands.
Unter seinen verschiedenen denkmalgeschützten Bauwerken sind, neben einem Steinkreuz von 1661, verschiedene Sakralbauten, darunter insbesondere die Wallfahrtskirche Santuário de Nossa Senhora das Preces (dt.: Heiligtum unserer lieben Frau der Gebete). Der auf etwa 800 Metern Höhe gelegene Barockbau aus dem 16. Jahrhundert geht auf eine hier bereits gestandene Wallfahrtskapelle aus dem 14. Jahrhundert zurück und wurde im 18. und 19. Jahrhundert erweitert, u. a. um elf Kapellen entlang eines Kreuzweges zur Wallfahrtskirche, und einer Brunnenanlage außen.
Am letzten Oktober-Wochenende findet hier jährlich das überregional bekannte Traditionsfest der Esskastanie statt, die vielbesuchte Festa da Castanha. Im Rahmenprogramm werden dabei u. a. Musikkonzerte, Straßentheater, Ausstellungen und Volkstanz-Darbietungen veranstaltet, neben einer Reihe von gastronomischen und anderen Ständen.

## Wirtschaft
Neben der an Bedeutung weiter verlierenden Landwirtschaft sind kleinere Betriebe u. a. der Gastronomie, des Handels und der Holzverarbeitung in der Gemeinde tätig. Soziale Einrichtungen sind bedeutende Arbeitgeber in der Gemeinde.
Der Fremdenverkehr hat an Bedeutung gewonnen, insbesondere nach Aufnahme des Ortes in die Route der Aldeias do Xisto. Neben einem niederländisch geführten Hotel (mit Kongresszentrum und Wellness-Angebot), sind hier verschiedene Häuser des Turismo rural z. T. in alten Herrenhäusern untergebracht.